# ハンク・マーヴィン
ハンク・マーヴィン(Hank Marvin) の芸名で知られるブライアン・ロブソン・ランキン(Brian Robson Rankin, 1941年10月28日 - ) はイギリス出身のロック・ギタリスト。1950年代から活動するエレキギター・バンド、シャドウズでリードギタリストを担当する人物である。グループは当初歌手クリフ・リチャードのバック・バンドとして結成され、マーヴィンによるエコーとヴィブラートを効かせたクリーンなギター・サウンドをトレードマークに、シャドウズ単体でもインストゥルメンタル・バンドとしてヒット曲を量産した。

## キャリア

### 初期
ニューカッスル・アポン・タインの出身。芸名は、少年時代に同名の友人たちと自分を区別するために自らつけた「ハンク」と、カントリー歌手マーヴィン・レインウォーターからとった。少年時代はバンジョーとピアノをプレイしていたが、バディ・ホリーに影響されてギターを始めた。

### 初期の参加グループ（ドリフターズ/シャドウズ参加以前）
リヴァーサイド・スキッフル・グループ (Riverside Skiffle group　1956)
クレッセント・シティ・スキッフル・グループ (Crescent City Skiffle Group　1956)
ザ・レイルローダーズ (The Railroaders　1956–1957)
ザ・バイパーズ (The Vipers aka The Vipers Skiffle group　1958)
ザ・ファイヴ・チェスターナッツ (The Five Chesternuts　1958)

### シャドウズ
詳細はシャドウズも参照
16歳の時、友人のブルース・ウェルチとともにロンドンで開かれた音楽コンテストに参加する為、故郷を旅立つ。しかし１位はオペラ歌手、２位はジャズバンド、そして３位に終ったレイル・ローダーズは解散した。ロンドンに留まったハンクとブルースは音楽で身を立てる事を決意、生活費を稼ぐためにザ・2i'sコーヒー・バーで演奏していたところクリフ・リチャード、リチャードのマネージャー[当時の]、ジョニー・フォスターと出会う。フォスターはマーヴィンにリチャードのバックバンドドリフターズ（後にシャドウズと改名）への加入を依頼、マーヴィンはウェルチと一緒に加入するならとの条件付きで快諾、リードギターを担当することになった。以降1950年代から数度のブランクを挟みながらも現在まで、シャドウズの中心メンバーとして活躍中である。
作曲家としては、「ドリフティン」、「ジェロニモ」、「スパイダー・ジュース」などを単独で、またウェルチほかシャドウズのメンバーとともにクリフ・リチャードのヒット曲のいくつかも書いた。
シャドウズは2004年のファイナル・ツアーのために再結成されたが、それが成功したため2005年も引き続きヨーロッパ・ツアーが敢行された。

### シャドウズ以外の活動
シャドウズとしての活動のほか、ハンク・マーヴィンはソロでも成功を収めている。彼は様々なスタイルの音楽を果敢にトライし、純粋なギター・インストゥルメンタル、ヴォーカル・ナンバー、アコースティック・ギターだけの演奏、ギター・オーケストレーションまで、幅広い演奏を手掛けた。1970年のマーヴィン&ウェルチ、マーヴィン、ウェルチ&ファーラーなどで、シャドウズとは全く異なったサウンドメイキングにチャレンジした。
また、マーヴィンはピアノも得意なだけあって、シャドウズが初期に制作したアルバムで彼によるピアノ・プレイが聴ける
1988年には、フランスのキーボーディスト、ジャン・ミッシェル・ジャールのアルバム『レヴォルーションズ』(Revolutions) に収録された「ロンドン・キッド」(London Kid) に参加、合わせて行われたデスティネーション・ドックランズ・コンサートにも客演した。ジャールは、シャドウズの成功がジャール自身のインストゥルメンタル・ミュージシャンとしてのキャリアに与えた多大な影響について言及している。

## 使用楽器

### フェンダー・ストラトキャスター
ハンク･マーヴィンのトレードマークはゴールド・パーツをあしらったフィエスタ・レッド･フィニッシュのフェンダー・ストラトキャスター（シリアルNo.34346）。トレモロ・アームを装備したこのギターはマーヴィン自身、およびシャドウズのサウンドメイキングで重要な役割を果たしたのである。
1959年、マーヴィンとクリフ・リチャードは、リッキー・ネルソンのバック・ギタリストであったジェームズ・バートンが弾いていたギターに目を引かれ、そのモデルを見つけるためにフェンダーのカタログを隅々までチェックし、カタログに収録されたラインナップの中で最も高価なフィエスタ・レッド・ボディー、ワンピース・メイプル・ネック、ゴールド・パーツのストラトキャスターを発見した（実際バートンが使っていたのはテレキャスターで、当時ストラトキャスターは特注でしか販売しない新しいモデルであった）。リチャードはマーヴィンのためにそのギターを輸入経由で入手し、マーヴィン自身は1959年から1961年までの間それを使用した。
マーヴィンは、ステージでバーンズ・ギターを使用するようになって以降もレコーディングにはフェンダー・ストラトキャスターを多用している。
マーヴィンの初期に於けるギター・サウンドは、このストラトキャスターとVOXアンプ（AC15、AC30）、ジョー・ブラウンから譲り受けたテープエコーマシン（Meazzi Echomatic）で作られている。マーヴィンはその後、VOXブランドに移ったMeazzi、ビンソンのドラム・エコーマシン、その他テープループ・エコーを経て、ローランド301スペース・エコー、ベーリンガー・ディレイ・マシーンのようなデジタルエコーを使用するようになった。
2009年、シャドウズ・デビュー50周年を記念して、カリフォルニアのカスタム・ショップが"34346"ストラトキャスターを数量限定でリイシューした。

### バーンズ
バーンズ・ロンドンからは「バーンズ・マーヴィン」として知られているシグネチャー・モデルが1964年にリリースされている。2004年にはマーヴィンのサイン入りで限定リイシューされ、同年から始まったシャドウズ・ファイナル・ツアーに合わせて大々的にプロモーションが実施された。

## 影響
ハンク･マーヴィンは、イギリス本国に於いてトニー・アイオミ、ピーター・グリーン、ブライアン・メイ、マーク・ノップラーをはじめとする数多くのブリティッシュ･ロック・ギタリストに影響を与えた。
ヨーロッパ各国に於いても、シャドウズの存在や人気は高く、とりわけ1960年代前半にはシャドウズを模範とするギター・インストゥルメンタル・バンドが各国から登場していた。　
但しアメリカでは、エド・サリヴァン・ショーへの出演経験もあったものの、アメリカ側のレコード会社の戦略で強引にサーフ・バンドのレッテルを付けられた事、同時期に隆盛を極めたベンチャーズの存在が余りにも強すぎた事等から今日に至るまでマーヴィン、シャドウズともアメリカに於ける知名度は低い。しかしながらフランク・ザッパは、自身のバンドのマザース・オブ・インヴェンジョンのデビュー・アルバムの構想の基盤にマーヴィンからの強い影響を受けていたことを認めている数少ないアメリカ人ギタリストの一人である。
一方カナダにおいては、クリフ・リチャード&ザ・シャドウズとして1961年から1965年にかけて数曲のトップ10ヒットを放ち、成功を収めた。ランディ・バックマンやニール・ヤングはマーヴィンから影響を受けギタリストを志したと口にしている。更にサンタナを率いるカルロス・サンタナのニックネーム「アパッチ」は、彼が若かりし頃から繰り返し演奏した曲タイトル「アパッチ」から拝借したそうである。